# Eosimias sinensis
Eosimias sinensis (chino: 中华曙猿, ‘mono chino del alba’) es una especie extinta de primate catarrino de la familia Eosimiidae.  Eosimias inicialmente se descubrió en China, en las montañas cerca a la ciudad de Liyang, provincia de Jiangsu China, y fue el primer catarrino en ser descubierto. 
Se cree que la especie vivió hace 45 millones de años en el Eoceno. E. sinensis era delgado, tan pequeño como el mono más diminuto del presente, el tití pigmeo (Cebuella pygmaea) de América del Sur, y podría caber en la palma de una mano humana. Sus dientes son considerados más primitivos que los de los primates superiores más antiguos de África, como el Algeripithecus. Debido a su naturaleza antigua, algunos paleontólogos consideran que E. sinensis evidencia que los primates superiores pudieron haberse originado en Asia en vez de en África.